# Cessna 408 SkyCourier
Die Cessna 408 SkyCourier ist ein zweimotoriges Frachttransport- und Passagierflugzeug mit Turbopropmotoren, das der US-amerikanische Hersteller Textron Aviation produziert. Das Projekt wurde am 28. November 2017 veröffentlicht, nachdem FedEx 50 Flugzeuge fest und 50 weitere als Option bestellt hatte. Das als Schulterdecker mit starrem Bugradfahrwerk ausgelegte Kurzstreckenflugzeug ist in zwei Versionen erhältlich, die entweder für den Transport von drei LD3-Containern oder maximal 19 Passagieren ausgelegt sind. Am 9. Mai 2022 wurde die erste Maschine an FedEx ausgeliefert.

## Geschichte

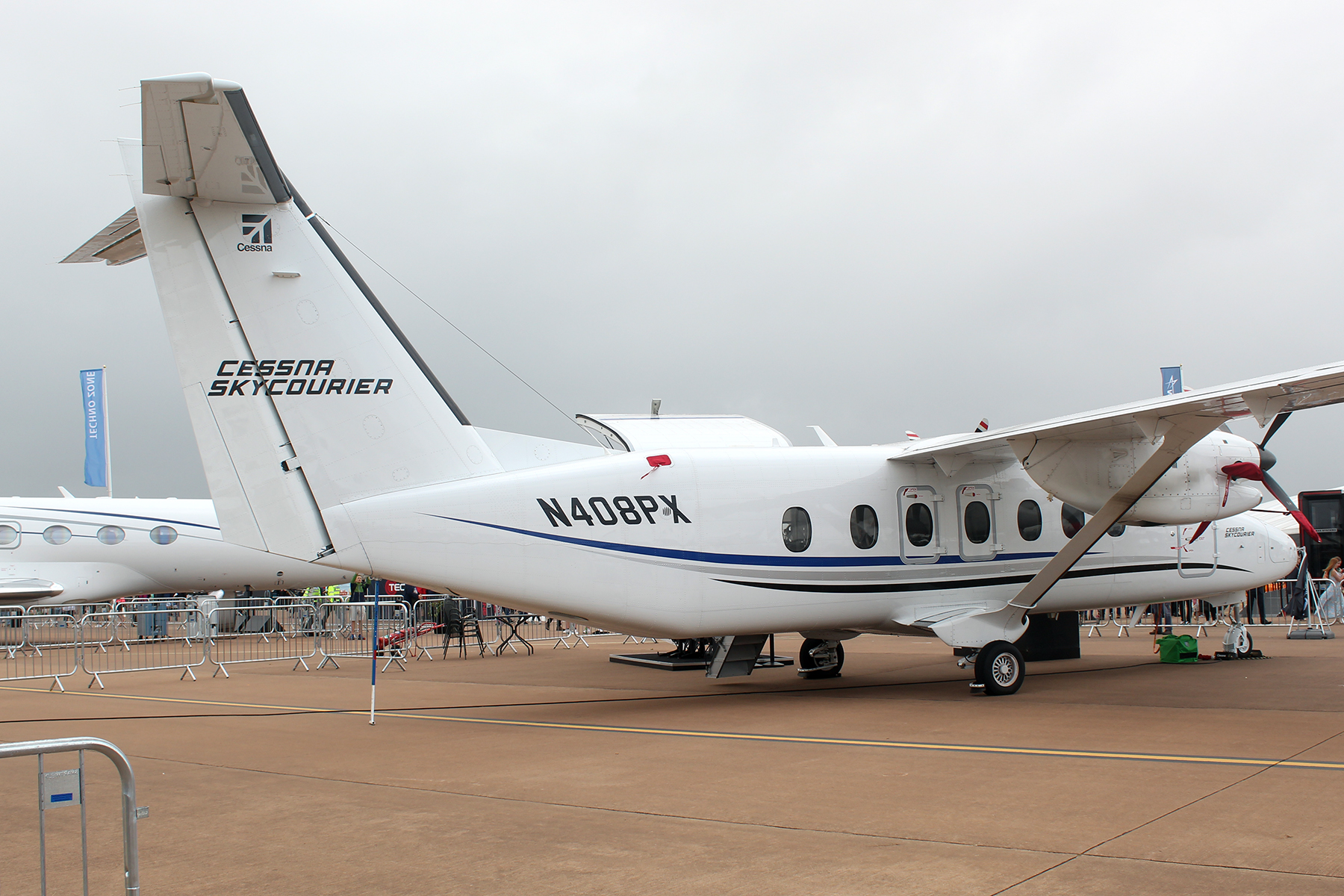
Cessna 408, RAF Fairford 2023

Nachdem das Projekt 2017 vorgestellt wurde, erfolgte 2019 die Fertigung des ersten Prototyps mit dem Kennzeichen N408PR, der im März 2020 erfolgreich die Bodentests und am 27. Mai 2020 seinen Erstflug absolvierte. Im August 2020 hob auch das zweite Flugzeug in der Konfiguration als Frachtflugzeug ab. Neben den ersten beiden Prototypen standen vier weitere Versuchsträger für Tests am Boden und in der Luft zur Verfügung. Ursprünglich war die Indienststellung für Mitte 2020 geplant, aber der Vertrag mit FedEx verschob sich aufgrund der COVID-19-Pandemie auf 2022. Das Flugzeug erhielt am 11. März 2022 in den USA die Musterzulassung. Am 9. Mai 2022 wurde die erste Maschine an FedEx ausgeliefert.
Bis zum 20. Dezember 2024 wurden 38 Maschinen ausgeliefert, 30 davon an Federal Express bzw. ihre diversen kleineren Auftragsbetreiber. Weitere Flugzeuge gingen an Bering Air, Everts Air Cargo, Kamaka Air, Samaritan's Purse und Western Aircraft.

## Auslegung

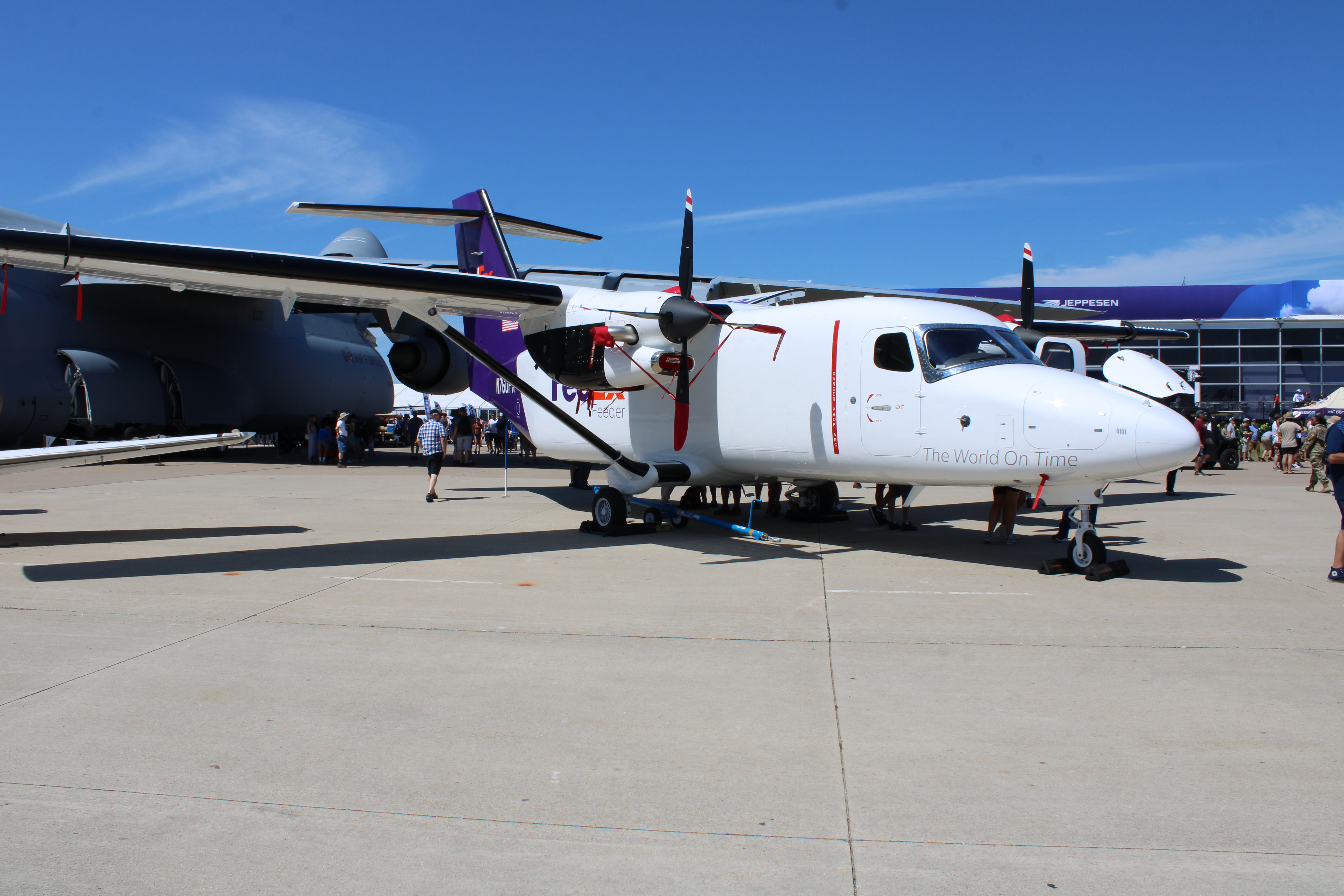
Cessna 408 Frachter der FedEx, EAA AirVenture Oshkosh 2023

Das Flugzeug ist als 19-sitzige Passagierversion mit großen Kabinenfenstern und separaten Besatzungs- und Passagiertüren sowie als Frachtversion mit ebenem Laderaumboden, Beladungssystem und großer Frachttür (87 in (2,21 m) × 69 in (1,75 m)) erhältlich und schließlich als Kombi-Version, mit der gleichzeitig Fracht und Passagiere befördert werden können; davon wurde das erste Exemplar am 27. Juni 2024 an Everts Air Cargo ausgeliefert. Die Kabine ist nicht druckbelüftet, das Fahrwerk nicht einziehbar. Die Auslegung folgt den Anforderungen von FedEx, die eine große Flotte von Cessna Caravan besitzen, die nach mehr als drei Jahrzehnten im Einsatz ersetzt werden soll. Durch die Neuentwicklung versprechen sich beide Unternehmen bessere Frachtkapazitäten und Leistungsdaten bei geringeren Betriebskosten, als es mit vergleichbaren Flugzeugen möglich wäre.

## Technische Daten
Im März 2020 bestätigte Cessna einen Teil der geplanten Daten:
| Kenngröße                       | Passagierversion                                       | Frachtversion                                          |
| ------------------------------- | ------------------------------------------------------ | ------------------------------------------------------ |
| Besatzung                       | 2                                                      | 2                                                      |
| Länge                           | 16,71 m (54 ft 10 in)                                  | 16,71 m (54 ft 10 in)                                  |
| Spannweite                      | 21,95 m (72 ft)                                        | 21,95 m (72 ft)                                        |
| Höhe                            | 6,02 m (19 ft 9 in)                                    | 6,02 m (19 ft 9 in)                                    |
| max. Zuladung                   | 2268 kg (5000 lb)                                      | 2722 kg (6000 lb)                                      |
| Triebwerke                      | zwei Propellerturbinen PT6A-65SC; je 820 kW (1100 shp) | zwei Propellerturbinen PT6A-65SC; je 820 kW (1100 shp) |
| Propeller                       | zwei 4-Blatt-Propeller von McCauley Propeller Systems  | zwei 4-Blatt-Propeller von McCauley Propeller Systems  |
| max. Reisegeschwindigkeit       | 370 km/h (200 ktas)                                    | 370 km/h (200 ktas)                                    |
| Dienstgipfelhöhe                | 7620 m (25000 ft)                                      | 7620 m (25000 ft)                                      |
| max. Reichweite                 | 1667 km (900 nm)                                       | 1667 km (900 nm)                                       |
| Reichweite mit 2268 kg Zuladung | 741 km (400 nm)                                        | 741 km (400 nm)                                        |
| Kosten                          | 6,6 Millionen $                                        | 5,8 Millionen $                                        |

## Vergleichbare Flugzeuge
- DHC-6 Twin Otter
- Dornier 228
- GAF N-24 Nomad
- Harbin Y-12
- Let L-410
- PZL M28 Skytruck